# 中央バスカード
中央バスカード（ちゅうおうバスカード）は、北海道中央バスの一部路線で利用できた乗車カードである。1997年4月1日より導入された一般カードと、2001年12月より導入された、割引運賃が自動的に引き落とされる福祉割引・こどもカードがある。

## 販売額・利用可能額
一般カード
- 1,000円カード - 1,100円分利用可能
- 3,000円カード - 3,300円分利用可能
- 5,000円カード - 5,500円分利用可能
- 10,000円カード - 11,500円分利用可能

福祉割引・こどもカード
自動的に割引運賃（大人運賃の半額但し端数は切り上げ）が適用される。福祉割引対象者および小児用。
- 1,000円カード - 1,100円分利用可能

## 利用できない路線
カードリーダー非装着車で運転される場合も利用できない。詳細は公式ページを参照されたい。

### 都市間高速バス
- 高速あさひかわ号
- 予約制路線

### 一般路線バス
- 岩見沢営業所管内
- 滝川営業所管内
- 旭川営業所管内
- 岩内営業所管内
- 千歳市コミュニティバス「ビーバス」

かつて北海道中央バスが運行を受託していた、恵庭市コミュニティバス「ecoバス」もカード利用対象外であった。

### その他
- 定期観光バス
- 期間限定バス、臨時バスの一部（スキーバス等）
- 共同運行路線、共通乗車制度取扱路線の他社運行便[2]

## 利用方法
運用車両によるため、同じ路線でも異なる場合がある。
1リーダー車：降車用カードリーダーのみを設置
- 降車時にカードリーダーを通す。
  - 整理券が発行されない運賃均一路線のみで運用される。

2リーダー車：乗車用カードリーダーと降車用カードリーダーを設置
- 乗車時と降車時にカードリーダーを通す。
  - 乗車時に整理券情報が記録されるため、整理券は不要。

2ウェイ車：乗降兼用カードリーダーを設置
- 乗車時と降車時にカードリーダーを通す（乗車時と降車時でカード挿入口が異なる）
  - 乗車時に整理券情報が記録されるため、整理券は不要。
  - ただし、高速おたる号・よいち号・しゃこたん号・いわない号・ニセコ号に乗車の場合は、整理券を取ったうえで、カードリーダーに通す必要がある。

## 記念カード
北海道遺産をデザインしたバスカードを2006年から5年間に渡って全50種類を発行する。
- 第1回 札幌・苗穂地区の工場・記念碑（2006年6月20日発売）
- 第2回 小樽みなとと防波堤（2006年7月20日発売）
- 第3回 姥神大神宮渡御祭と江差追分（2006年8月20日発売）
- 第4回 増毛の歴史的建物群（2006年9月20日発売）
- 第5回 炭鉱メモリアル森林公園（2006年10月20日発売）
- 第6回 ニッカウヰスキー余市蒸溜所（2006年11月20日発売）
- 第7回 江別のレンガ（2006年12月20日発売）
- 第8回 スキーニセコと連峰（2007年1月20日発売）
- 第9回 北海道の馬文化（2007年2月20日発売）
- 第10回 モール温泉（2007年3月20日発売）
- 第11回 五稜郭（2007年6月20日発売）
- 第12回 らわんブキ（2007年7月20日発売）
- 第13回 野付半島と打瀬船（2007年8月20日発売）
- 第14回 積丹半島と神威岬（2007年9月20日発売）
- 第15回 北海道大学 札幌農学校第2農場（2007年10月20日発売）
- 第16回 サケの文化（2007年11月20日発売）
- 第17回 稚内港北防波堤ドーム（2007年12月20日発売）
- 第18回 ピアソン記念館（2008年1月20日発売）
- 第19回 流氷とガリンコ号（2008年2月20日発売）
- 第20回 静内二十間道路の桜並木（2008年3月20日発売）
- 第21回 函館西部地区の街並み（2008年4月20日発売）
- 第22回 函館市と札幌市の路面電車（2008年5月20日発売）
- 第23回 旧国鉄士幌線コンクリートアーチ橋梁群（2008年6月20日発売）
- 第24回 摩周湖（2008年7月20日発売）
- 第25回 登別温泉地獄谷（2008年8月20日発売）
- 第26回 天塩川（2008年9月20日発売）
- 第27回 アイヌ文様・アイヌ口承文芸（2008年10月20日発売）
- 第28回 旭川市・旭橋（2008年11月20日発売）
- 第29回 屯田兵村と兵屋（2008年12月20日発売）
- 第30回 昭和新山国際雪合戦大会（2009年1月20日発売）
- 第31回 北海幹線用水路（2009年2月20日発売）
- 第32回 福山（松前）城と寺町（2009年3月20日発売）
- 第33回 ワッカ原生花園（2009年5月20日発売）
- 第34回 上ノ国の中世の館（2009年6月20日発売）
- 第35回 京極のふきだし湧水（2009年7月20日発売）
- 第36回 留萌のニシン街道（2009年8月20日発売）
- 第37回 森林鉄道蒸気機関車（2009年9月20日発売）

## 廃止について
北海道中央バスでは、2013年6月22日よりIC乗車カード「SAPICA」を札幌近郊で導入し、2014年5月20日よりエリアを拡大した。
それに伴い、前述のSAPICAエリア拡大と合わせて中央バスカード、札樽間高速バス共通カード及び買い物回数券について、2014年9月30日を以って発売終了、2015年3月31日を以って使用終了とすると発表された。使用終了翌日の同年4月1日からの5年間、無手数料での払い戻しを行っている。